# Oxalis oligophylla
Oxalis oligophylla är en harsyreväxtart som beskrevs av Salter. Oxalis oligophylla ingår i släktet oxalisar, och familjen harsyreväxter. Inga underarter finns listade i Catalogue of Life.